# Пекельна кухня (Мангеттен)
Пекельна кухня (англ. Hell’s Kitchen) — район Мангеттена, також відомий як Клінтон. Межами району є 34-та та 59-та вулиці, 8-ма авеню і річка Гудзон. Свою назву район отримав через високий рівень злочинності, яка робила Пекельну кухню одним із кримінальних центрів Нью-Йорка з середини 1800-х до кінця 1980-х років. Сучасний район відомий великою кількістю театрів, модних ресторанів і розкішних багатоквартирних будинків. Назва району Пекельна кухня вперше з'явилась в Нью-Йорк Таймс у 1881 році, з 1960-х офіційна влада стала називати район Клінтон, хоча колишня назва-прізвисько все ще більш поширена.
У 1850-х роках в районі селилася велика кількість ірландських та німецьких іммігрантів, в основному нижчого і середнього класу. Після громадянської війни місцеві молоді ірландці стали об'єднуватися в злочинні угруповання. Журналіст Герберт Осбери у своїй книзі «Банди Нью-Йорка», яка лягла в основу однойменного фільму Мартіна Скорсезе, назвав банду з Пекельної кухні найнебезпечнішим угрупованням Нью-Йорка.
Після Другої світової війни в район хлинув новий потік іммігрантів, на цей раз із Пуерто-Рико. Знаменитий мюзикл «Вестсайдська історія», прем'єра якого відбулася в 1957 році, розповідає історію сучасних Ромео і Джульєтти з ворогуючих банд пуерториканців і ірландців. З середини 1960-х до середини 1980-х років у Пекельній кухні заправляла ірландська банда Вестіз, що займалася широким спектром злочинної діяльності: вбивствами, крадіжками, підпалами, вимаганням, азартними іграми, торгівлею наркотиками та алкоголем.
Наприкінці 1980-х років Рудольф Джуліані, у той час окружний прокурор, посадив ватажків місцевої ірландської мафії в тюрму, були закриті бари, де збиралися злочинні угруповання, було покінчено з проституцією. З того часу почався економічний підйом району. Через близькість Пекельної кухні до Мідтауну, діловому та культурному центру Нью-Йорка, у районі стали селитися представники вищого класу — бізнесмени та діячі мистецтва.